# Science Friction (etichetta discografica)
Science Friction è una casa discografica britannica, fondata dal cantautore Roy Harper per poter pubblicare le sue opere musicali.
Generalmente, il numero di catalogo dei CD pubblicati inizia con "HUCD0...".

## Album in catalogo
- HUCD001 - ?
- HUCD002 - 1992 - Born in Captivity II (edizione limitata di 2.000 musicassette)
- HUCD003 - 1994 - Flat Baroque and Berserk (edizione limitata di 5.000 con libro)
- HUCD004 - 1994 - Stormcock
- HUCD005 - 1994 - Lifemask
- HUCD006 - 1994 - Come Out Fighting Ghengis Smith
- HUCD007 - 1994 - Sophisticated Beggar
- HUCD008 - 1994 - Work of Heart/Born in Captivity (doppio CD)
- HUCD009 - 1994 - Folkjokeopus
- HUCD010 - 1994 - Flashes from the Archives of Oblivion
- HUCD011 - 1994 - Once
- HUCD012 - 1994 - Death or Glory?
- HUCD013 - 1994 - Burn the World
- HUCD014 - 1994 - Garden of Uranium (riedizione di Descendants of Smith)
- HUCD015 - 1994 - Valentine
- HUCD016 - 1994 - Commercial Breaks
- HUCD017 - 1994 - An Introduction to .....
- HUCD018 - 1994 - In Between Every Line
- HUCD019 - 1995 - HQ
- HUCD020 - 1995 - Unhinged
- HUCD021 - 1996 - Bullinamingvase
- HUCD022 - 1997 - The BBC Tapes - Volume I (1969 - 1973)
- HUCD023 - 1997 - The BBC Tapes - Volume II (In Concert 1974)
- HUCD024 - 1997 - The BBC Tapes - Volume III (BBC Sessions 1974)
- HUCD025 - 1999 - The BBC Tapes - Volume IV (In Concert 1975)
- HUCD026 - 1997 - The BBC Tapes - Volume V (BBC Sessions 1975 - 1978)
- HUCD027 - 1997 - The BBC Tapes - Volume VI (In Concert 1978 with Andy Roberts)
- HUCD028 - 1997 - Flat Baroque and Berserk
- HUCD029 - 1997 - Poems, Speeches, Thoughts and Doodles
- HUCD030 - 1998 - The Dream Society
- HUCD030A - 1998 - The Dream Society (bonus CD Edizione Limitata)
- HUCD031 - 1998 - The Unknown Soldier
- HUCD032 - 1999 - Whatever Happened to Jugula?
- HUCD033 - 2000 - The Green Man
- HUCD034 - 2001 - East of the Sun
- HUCD035 - 2001 - Royal Festival Hall Live - June 10th 2001
- HUCD036 - ?
- HUCD037 - 2002 - Today Is Yesterday
- HUCD038 - 2005 - The Death of God
- HUCD039 - 2005 - Counter Culture
- HUDVD40 - 2005 - Beyond the Door (edizione DVD)
- HUCD099A - 1997 - Song of the Ages - Vol I (3 CD di interviste)
- HUCD099B - 1997 - Song of the Ages - Vol II (3 CD di interviste)
- HUCD099C - 1997 - Song of the Ages - Vol III (3 CD di interviste)
- HUCD100 - 1998 - The Dream Society - (CD promozionale)

## Date di pubblicazione
Le date indicate possono non corrispondere alle date originali di pubblicazione dell'album, ma sono le date della riedizione per l'etichetta Science Friction.